# Paul Flechsig

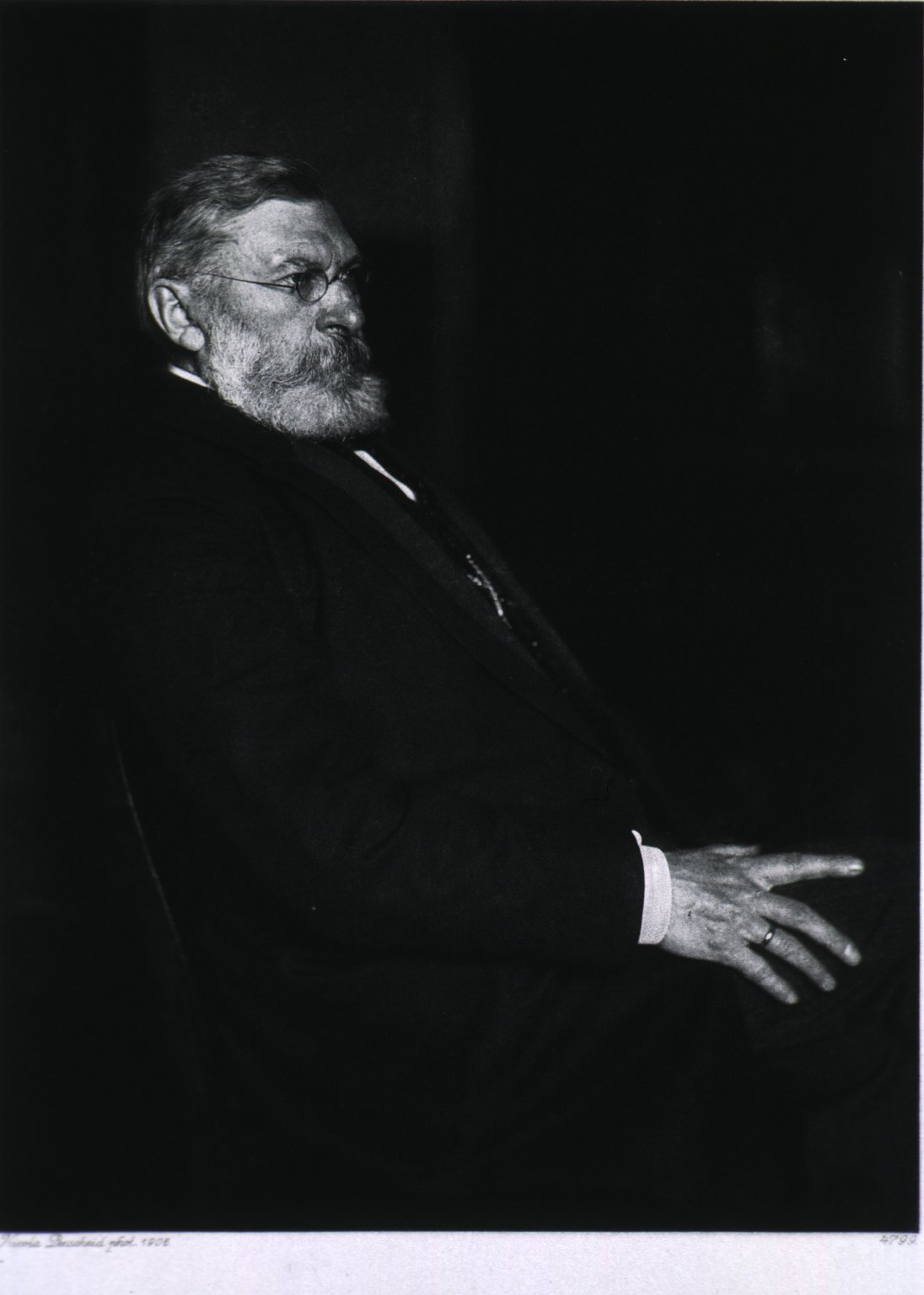
Paul Flechsig w 1906 roku na zdjęciu Nicoli Perscheida

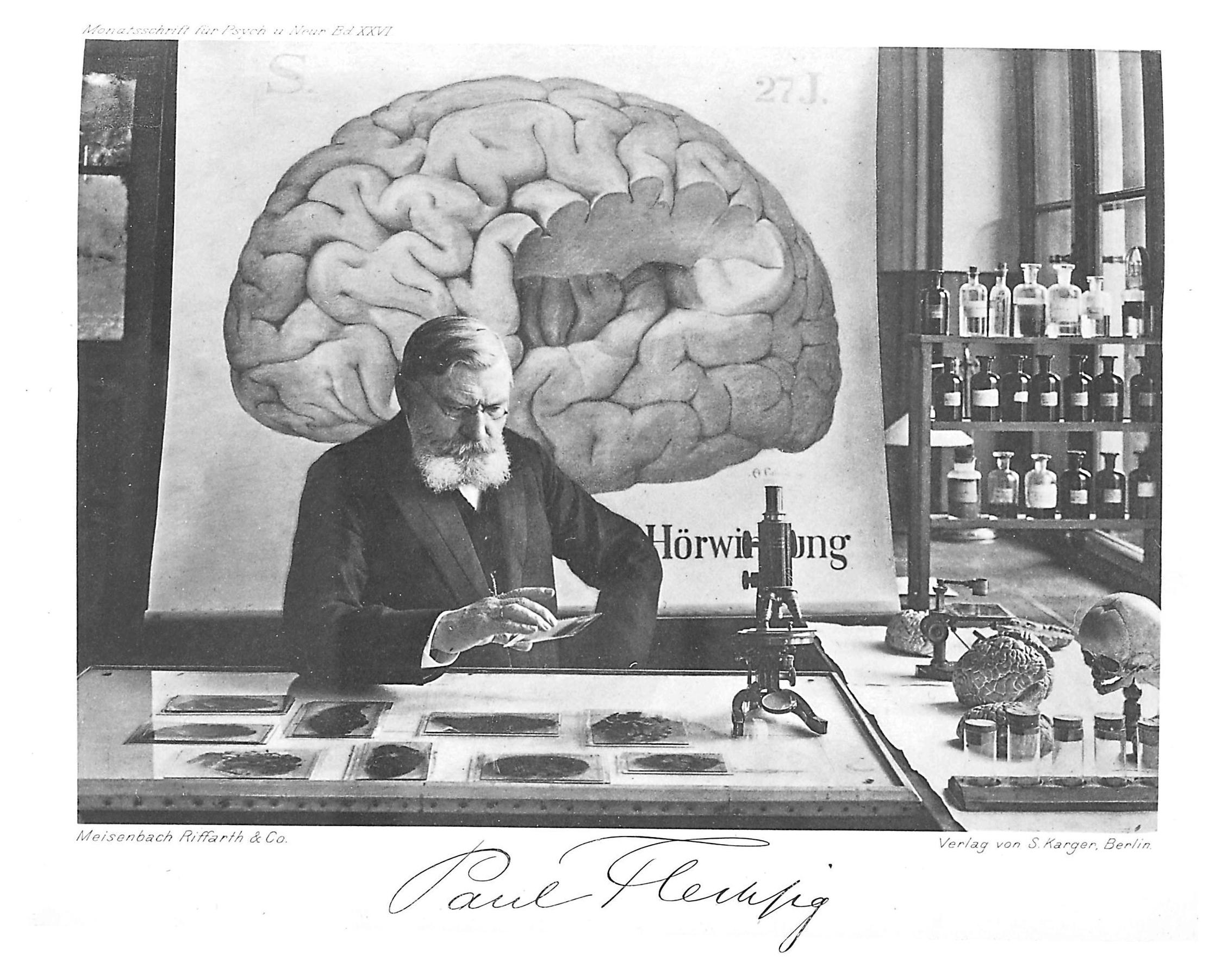
Paul Flechsig w swojej pracowni, około 1909 roku

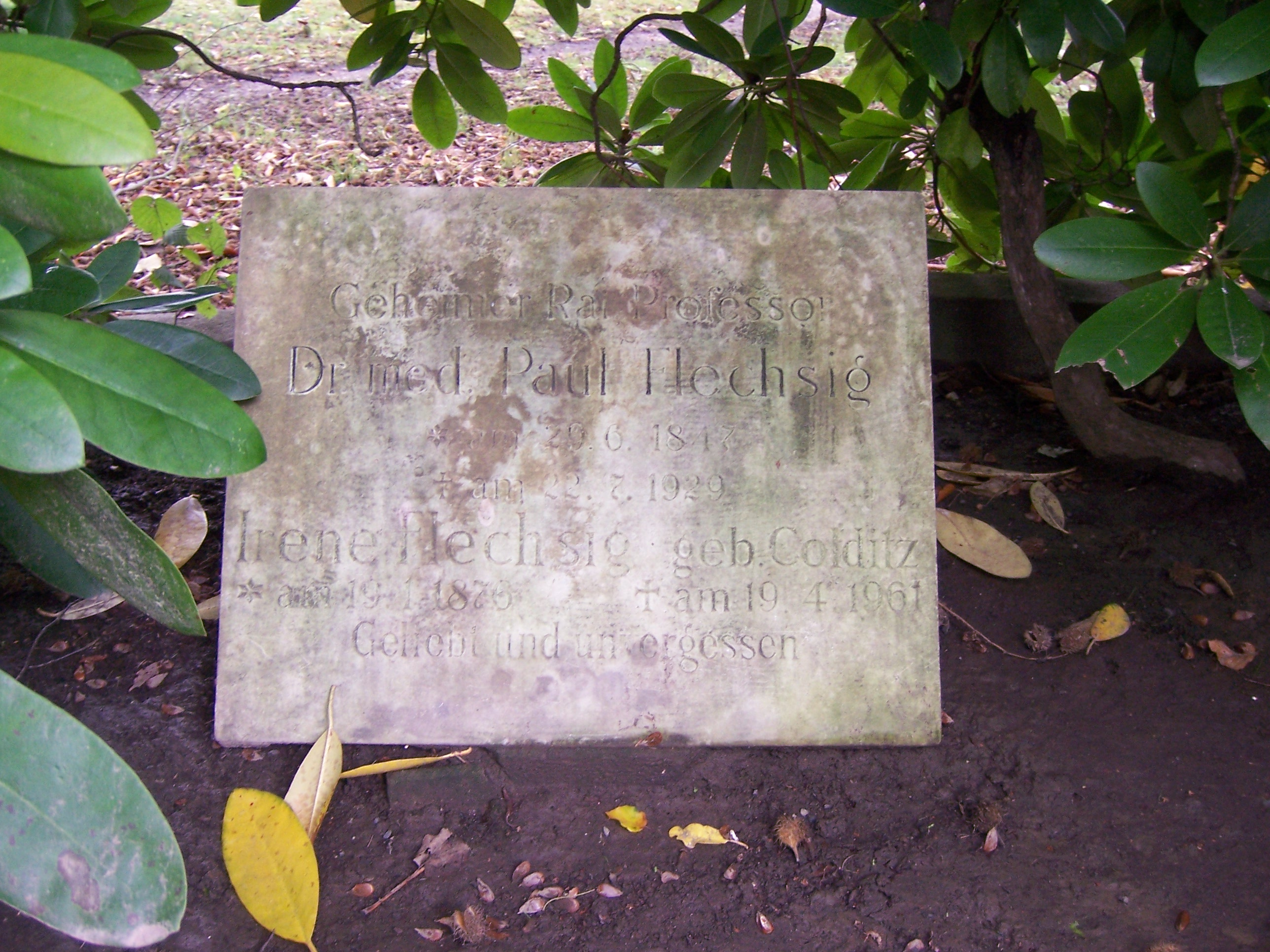
Nagrobek Flechsiga na Südfriedhof w Lipsku

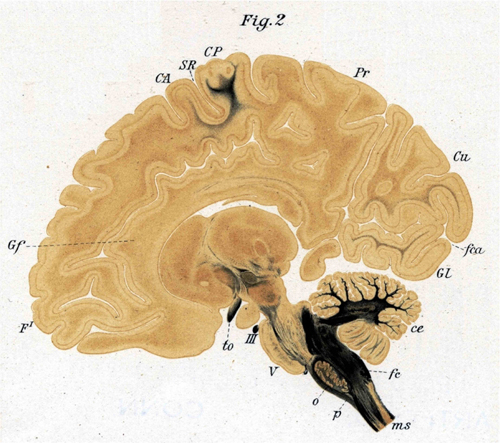
Preparat ukazujący pierwszy ulegający mielinizacji fragment kory mózgowej u 7-miesięcznego płodu

Paul Emil Flechsig (ur. 29 czerwca 1847 w Zwickau, zm. 22 lipca 1929 w Lipsku) – niemiecki neuroanatom, psychiatra i neuropatolog. Twórca metody mielogenetycznej, uznawanej za przełom w neuroanatomii.

## Życiorys
Urodził się 29 czerwca 1847 w Zwickau jako syn protodiakona Emila Flechsiga (1808–1878) i jego żony Ferdinande Richter.
Ukończył gimnazjum w Zwickau, po czym od wiosny 1865 studiował na Uniwersytecie w Lipsku, gdzie jego nauczycielami byli Ernst Leberecht Wagner, Eduard Weber, Franz Schweigger-Seidel i Carl Ludwig. Tytuł doktora medycyny otrzymał w 1870 po przedłożeniu dysertacji Bemerkungen über Meningitis luetica und einen dahin zu stehenden Fall. Podczas wojny francusko-pruskiej przez dwa lata służył jako chirurg wojskowy. W 1873 został kierownikiem laboratorium histologicznego w Instytucie Fizjologii u Carla Ludwiga, w 1875 został Privatdozentem. Od 1877 profesor nadzwyczajny psychiatrii.
Zajmował się m.in. mielinogenezą i opracował metodę mielogenetyczną, stanowiącą przełom w badaniach neuroanatomicznych. W metodzie tej, stosując barwienie karminem i metodą Weigerta, Flechsig prześledził kolejność w jakiej poszczególne części mózgowia ulegają mielinizacji w trakcie rozwoju osobniczego. W oparciu o swoją metodę wyróżnił 6, a potem 45 pól mielogenetycznych kory mózgowej. Jego uczniami byli m.in. Emil Kraepelin, Oskar Vogt, Richard Arwed Pfeifer, H. Schütz, Hermann Mädler, James Lewin, Władimir Biechtieriew, N. A. Klimow, W. N. Jakowenko, Leonowa, Raschid Bei, Blanchard, Francotte, Hlwas, Konrad Rieger, Iwan Pawłow, Constantin von Monakow, Charles Edward Beevor, Leonid Blumenau, Henry Herbert Donaldson, Władimir Cziż, Carlo Martinotti, Hans Held i Liwierij Darkszewicz.
Upamiętnia go eponim pęczka Flechsiga (drogi rdzeniowo-móżdżkowej tylnej).
Pacjentem Flechsiga był Daniel Paul Schreber.
Był dwukrotnie żonaty, po raz pierwszy z Auguste Hauff (zm. 1920), ponownie z Irene Colditz (ur. 1876); oba małżeństwa były bezdzietne.
Zmarł w 1929 roku, wspomnienia o nim napisali Pfeiffer, Schröder i Friedrich Quensel. W 1974 roku w Lipsku powstał instytut badań mózgu jego imienia (Paul-Flechsig-Institut, PFI). Opisywany był jako pracowity uczony, ale z tendencją do bycia dogmatycznym i obcesowym. Niektórzy opisywali go jako cyklotymika. Według Vogta Flechsig miał „słabą pamięć co do cudzych odkryć” – zdarzyło się, że Vogt przedstawił mu swoje odkrycie a trzy tygodnie później Flechsig przedstawił mu to samo odkrycie jako swoje własne. Nie znosił socjalizmu i znana jest anegdota (podana przez Folke Henschena), wedle której przeprowadzając badanie mózgu zmarłego socjalisty ubolewał nad jego „nieharmonijnymi zwojami”.

## Prace
- Bemerkungen über Meningitis luetica und einen dahin zu stehenden Fall. Leipzig, Fr. Andrae's Nachfolger, 1870
- Ueber Entwicklung der Markweiße im centralen Nervensystem. 45. Versammlung deutscher Naturforscher und Aerzte, Leipzig, 1872
- Ueber einige Beziehungen zwischen sekundären Degenerationen und Entwicklungsvorgängen im menschlichen Rückenmark. Archiv der Heilkunde 14, s. 464-469 (1873)
- Allgemeine Zeitschrift für Psychiatrie und psychisch-gerichtliche Medizin 30 (1874)
- Ueber Varietäten im Bau des menschlichen Rückenmarks. Centralblatt für die Medicinischen Wissenschaften 12, 564-567 (1874)
- Zur Zerlegung des centralen Nervensystems auf Grund der Entwicklung. Centralblatt für die Medicinischen Wissenschaften 13, 40 (1875)
- Weiteres zur Zerlegung des centralen Nervensystems auf Grund der Entwicklung. Centralblatt für die Medicinischen Wissenschaften 13, s. 673-675 (1875)
- Die Leitungsbahnen im Gehirn und Rückenmark des Menschen auf Grund entwicklungsgeschichtlicher Untersuchungen. Leipzig, Engelmann, 1876
- Weitere Beobachtungen über den Faserverlauf innerhalb der nervösen Centralorgane. Centralblatt für die Medicinischen Wissenschaften 15, 35 (1877)
- Notiz den "Strickkörper" betreffend. Centralblatt für die Medicinischen Wissenschaften 15, s. 614-615
- Ueber die Capsula interna. Versammlung deutscher Naturforscher und Aerzte, München 1877
- Über Systemerkrankungen im Rückenmark. Leipzig: Wigand, 1878
  - Archiv der Heilkunde 18, s. 101-141, 289-343, 461-483 (1877)
  - Archiv der Heilkunde 19, s. 52-90, 441-447 (1878)
- Zur Anatomie und Entwicklungsgeschichte der Leitungsbahnen im Grosshirn des Menschen. Archiv für Anatomie und Entwicklungsgeschichte 19, s. 12-75 (1881)
- Ueber eine modificirte Anwendungsweise von Mosso's Hydro-Sphygmograph. Neurologisches Centralblatt 1, s. 513-514 (1882)
- Die körperlichen Grundlagen der Geistesstörungen. Leipzig: Veit, 1882
- Plan des menschlichen Gehirns. Auf grund eigener Untersuchungen. Leipzig: Veit & Comp., 1883
- Ueber Darstellung und chemische Natur des Cellulosezuckers. Zeitschrift für Physiologische Chemie 7, s. 523–540 (1882-83)
- Plan des menschlichen Gehirns auf Grund einziger Untersuchungen. Leipzig, 1883
- Zur gynäkologischen Behandlung der Hysterie. Neurologisches Centralblatt 3, s. 433-439, 457-468, 452-453 (1884)
- Ueber die Verbindungen der Hinterstränge mit dem Gehirn. Neurologisches Centralblatt 4, s. 97-100 (1885)
- Bericht über die Resultate der in seinem Laboratorium an fotälen Gehirnen ausgeführten Untersuchungen von Dr. W. Bechterew über die Schleifenschicht. (Königlich sächsische Gesellschaft der Wissenschaften). Neurologisches Centralblatt 4, s. 356-357 (1885)
- Zur gynäkologischen Behandlung hysterischer Personen. Allgemeine Zeitschrift für Psychiatrie und psychisch-gerichtliche Medizin 41, s. 616-637 (1885)
  - Archiv für Psychiatrie und Nervenkrankheiten 16, s.559-561 (1885)
  - Centralblatt fur Nervenheilkunde und Psychiatrie 7, s. 437-440 (1884)
- Zur Lehre vom centralen Verlauf der Sinnesnerven. Neurologisches Centralblatt 5, s. 545-551 (1886)
- Untersuchungen zur Anatomie der Grosshirnganglien des Menschen. Berichte über die Verhandlungen der Königlich-Sächsischen Gesellschaft der Wissenschaften zu Leipzig, Mathematisch-Physische Klasse, 1886
- Erwiderung auf Forel’s Bemerkungen "Zur Acusticusfrage". Neurologisches Centralblatt 6, s. 33 (1887)
- Die Irrenklinik der Universität Leipzig in ihrer Wirksamkeit in den Jahren 1882-1886. Leipzig, 1888
- Demonstration von Präparaten aus dem Gehirne Choreatischer. Verhandlungen des Kongresses für Innere Medizin 7, 452 (1888)
- Ueber eine neue Färbungsmethode des centralen Nervensystems und deren Ergebnisse bezüglich des Zusammenhanges von Ganglienzellen und Nervenfasern. Archiv für Physiologie s. 537-538 (1889)
- Über eine neue Färbungsmethode des centralen Nervensystems und die Ergebnisse bezüglich des Zusammenhangs von Ganglienzellen und Nervenfasern. Berichte über die Verhandlungen der Königlich-Sächsischen Gesellschaft der Wissenschaften zu Leipzig, Mathematisch-Physische Klasse (1889)
- Zur Entwicklungsgeschichte der Associationssysteme im Menschlichen Gehirn. Berichte über die Verhandlungen der Königlich-Sächsischen Gesellschaft der Wissenschaften zu Leipzig, Mathematisch-Physische Klasse (1889)
- Ueber eine neue Färbungsmethode des centralen Nervensystems und deren Ergebnisse. Berichte über die Verhandlungen der Königlich-Sächsischen Gesellschaft der Wissenschaften zu Leipzig, Mathematisch-Physische Klasse 41, s. 328-330 (1889)
- Ist die Tabes dorsalis eine "System-Erkrankung"? Neurologisches Centralblatt 9, s. 33-39, 72-81 (1890)
- Weitere Mitteilungen über die Beziehungen des unteren Vierhügels zum Hörnerven. Neurologisches Centralblatt 9, s. 98-100 (1890)
- Die Centralwindungen - ein Centralorgan der Hinterstränge. With O. Hösel. Neurologisches Centralblatt 9, s. 417-419 (1890)
- Psychiatrische und Nervenklinik der Universität. W: Die Stadt Leipzig in hygienischer Beziehung. Leipzig: Duncker & Humblot, s. 327 (1890)
- Ueber eine neue Behandlungsmethode der Epilepsie. Neurologisches Centralblatt 12, 229-231 (1893)
- Ueber ein neues Einteilungsprinzip der Grosshirn-Oberfläche. Neurologisches Centralblatt 13, 674-676 (1894)
- Bemerkungen zu der vorstehenden Mitteilung des Herrn Prof. Adamkiewicz. Neurologisches Centralblatt 13, s. 809 (1894)
- Zur Entwicklungsgeschichte der Associationssysteme im menschlichen Gehirn. Berichte über die Verhandlungen der Königlich-Sächsischen Gesellschaft der Wissenschaften zu Leipzig, Mathematisch-Physische Klasse 46, 164-167 (1894)
- Gehirn und Seele. Leipzig: Veit, 1894, 1896.
- Weitere Mitteilungen über die Sinnes- und Associationscentren des menschlichen Gehirns. Neurologisches Centralblatt 14, s. 1118-1124, 1177-1179 (1895)
- Uber die Associationscentren des menschlichen Gehirns mit anatomischen Demonstrationen. (Vortrag, 3. Internationaler Kongress für Psychologie in München am 4.-7. August 1895.
  - Centralblatt fur Nervenheilkunde und Psychiatrie, Leipzig, 1897, 20: 125.
- Gehirn und Seele. Rede, gehalten am 31. October 1894 in der Universitätskirche zu Leipzig. Zweite, verbesserte, mit Anmerkungen und fünf Tafeln versehene Ausgabe. Erster und zweiter unveränderter Abdruck. Leipzig: Verlag von Veit & Comp. 1896
- Die Localisation der geistigen Vorgänge insbesondere der Sinnesempfindungen des Menschen: Vortrag gehalten auf der 68. (1896)
- Die Grenzen geistiger Gesundheit und Krankheit. Leipzig: Veit, 1896
- Die Localisation der geistigen Vorgänge, insbesondere der Sinnesempfindungen des Menschen. Lecture. Leipzig, Veit 1896
- Weitere Mitteilungen über den Stabkranz des menschlichen Grosshirns. Neurologisches Centralblatt 15, 2-4 (1896)
- Notiz, die "Schleife" betreffend. Neurologisches Centralblatt 15, s. 449 (1896)
- Zur Behandlung der Epilepsie. Neurologisches Centralblatt 16, s. 50-53 (1897)
- Zur Anatomie des vorderen Sehhügelstiels, des Cingulum und der Acusticusbahn. Neurologisches Centralblatt 16, 290-295 (1897)
- Neue Untersuchungen über die Markbildung in den menschlichen Grosshirnlappen. Neurologisches Centralblatt 17, 977-996 (1898)
- Etudes sur le cerveau: 1. Frontiéres de la folie. 2. Centres cérébraux de l’association. 3. Localisations sensorielles. Paris: Vigot frères, 1898
- Criminalité et génie. Revue de médecine légale, Paris, 1898, 5: 205, 234
- Successive Entwicklung der Leitungsbahnen des Grosshirns. Neurologisches Centralblatt 18, 1060 (1899)
- Ueber Projections- und Associationscentren des menschlichen Gehirns. Referat International Medical Congress, Paris, Section Neuroliogy, 1900: 115-121
  - Wiener medizinische Presse 41: 1521-1523 (1900)
  - Centralblatt für Nervenheilkunde und Psychiatrie 501-504 (1900)
- Einige Bemerkungen zu E. Hitzig’s Rapport über die Projectionscentren und die Associationscentren des menschlichen Gehirns. Le Névraxe, Louvain, 1900/1901, 2: 55-60
- Weitere Mitteilungen über die entwicklungsgeschichtlichen (myelogenetischen) Fehler in der menschlichen Grosshirnrinde. Neurologisches Centralblatt 22: 202-206 (1903)
- Einige Bemerkungen über die Untersuchungs-methoden der Grosshirnrinde, insbesondere des Menschen. Berichte über die Verhandlungen der Sächsischen Akademie der Wissenschaften zu Leipzig. Mathematisch-physische Klasse 56, s. 50-104, 177-248 (1904)
- Hirnphysiologie und Willenstheorien. Atti congr internaz di psicol Rom, 1905. 1906, 5: 73-89.
- Bemerkungen über die Hörsphäre des menschlichen Gehirns. Neurologisches Centralblatt 27: 2-7, 50-57 (1907)
  - Sitzungsberichte der Sächsischen Gesellschaft der Wissenschaften, 1908.
- Ueber das hintere Längsbündel. Zeitschrift für die gesamte Neurologie und Psychiatrie. Referate und Ergebnisse 4, s. 355-356 (1911)
- Die Flächengliederung der menschlichen Grosshirnrinde. Zeitschrift für die gesamte Neurologie und Psychiatrie. Referate und Ergebnisse 6, s. 361-362 (1913)
- Anatomie des menschlichen Gehirns und Rückenmarks auf myelogenetischer Grundlage. Leipzig: Thieme, 1920
- Die Leitungsbahnen des Linsenkerns beim Menschen. Abhandlungen der Sächsischen Akademie der Wissenschaften 73, 295-302 (1921)
- Die myelogenetische Gliederung der Leitungsbahnen des Linsenkerns beim Menschen. Berichte über die Verhandlungen der Sächsischen Akademie der Wissenschaften zu Leipzig, Mathematisch-Physische Klasse 73, s. 295-302 (1921)
- Die Lokalisation der geistigen Funktionen. Allgemeine Zeitschrift für Psychiatrie und psychisch-gerichtliche Medizin 79, s. 319-322 (1923)
- Anatomie des menschlichen Gehirns und Rückenmarks auf myelogenetischer Grundlage. Volume 1 Leipzig, 1920
- Meine myelogenetische Hirnlehre. Mit biographischer Einleitung. Berlin: Springer, 1927